# Velika nagrada Imole 1963
Velika nagrada Imole 1963 je bila četrta neprvenstvena dirka Formule 1 v sezoni 1963. Odvijala se je 21. aprila 1963 na dirkališču Autodromo di Castellaccis.

## Dirka
| Poz | Št. | Dirkač                  | Moštvo                         | Konstruktor     | Krogi | Čas/Odstop              | Št. m. |
| --- | --- | ----------------------- | ------------------------------ | --------------- | ----- | ----------------------- | ------ |
| 1   | 4   | Jim Clark               | Team Lotus                     | Lotus-Climax    | 50    | 1:34.07.4               | 1      |
| 2   | 10  | Jo Siffert              | Ecurie Filipinetti             | Lotus-BRM       | 50    | + 1:25.6 s              | 4      |
| 3   | 18  | Bob Anderson            | DW Racing Enterprises          | Lola-Climax     | 49    | +1 krog                 | 6      |
| 4   | 34  | Jo Schlesser            | Inter-Autocourse               | Brabham-Ford    | 49    | +1 krog                 | 7      |
| 5   | 32  | Carlo Abate             | Scuderia Centro Sud            | Cooper-Maserati | 49    | +1 krog                 | 12     |
| 6   | 12  | Carel Godin de Beaufort | Ecurie Maarsbergen             | Porsche         | 48    | +2 kroga                | 8      |
| 7   | 14  | Jack Fairman            | Ecurie Maarsbergen             | Porsche         | 47    | +3 krogi                | 9      |
| 8   | 38  | Ernesto Prinoth         | Ernesto Prinoth                | Lotus-Climax    | 41    | +9 krogov               | 10     |
| 9   | 6   | Trevor Taylor           | Team Lotus                     | Lotus-Climax    | 36    | +14 krogov              | 2      |
| Ods | 8   | Jo Bonnier              | Rob Walker Racing Team         | Lotus-Climax    | 21    | Bat                     | 3      |
| Ods | 36  | Bernard Collomb         | Bernard Collomb                | Lotus-Climax    | 20    | Vžig                    | 11     |
| Ods | 30  | Lorenzo Bandini         | Scuderia Centro Sud            | Cooper-Maserati | 8     | Pritisk olja            | 5      |
| Ods | 28  | Gaetano Starrabba       | Gaetano Starrabba              | Lotus-Maserati  | 6     | Plin                    | 13     |
| DNQ | 22  | Günther Seiffert        | Autosport Team Wolfgang Seidel | Lotus-BRM       |       |                         | -      |
| DNQ | 20  | Giancarlo Baghetti      | Ecurie Filipinetti             | Lotus-Climax    |       |                         | -      |
| WD  | 2   | John Surtees            | SEFAC Ferrari                  | Ferrari         |       | Nepripravljen dirkalnik | -      |
| WD  | 16  | Phil Hill               | Automobili Turismo e Sport     | ATS             |       | Nepripravljen dirkalnik | -      |
| WD  | 24  | André Pilette           | André Pilette                  | Lotus-Climax    |       |                         | -      |
| WD  | 26  | Carlo Abate             | Scuderia Centro Sud            | Porsche         |       | Brez dirkalnika         | -      |
| WD  | 32  | Willy Mairesse          | SEFAC Ferrari                  | Ferrari         |       | Nepripravljen dirkalnik | -      |